# Premio Miguel de Cervantes
El Premio de Literatura en Lengua Castellana Miguel de Cervantes, conocido también como Premio Cervantes o Premio Miguel de Cervantes, es un premio de literatura en lengua española concedido anualmente por el Ministerio de Cultura de España a propuesta de la Asociación de Academias de la Lengua Española.

## Historia

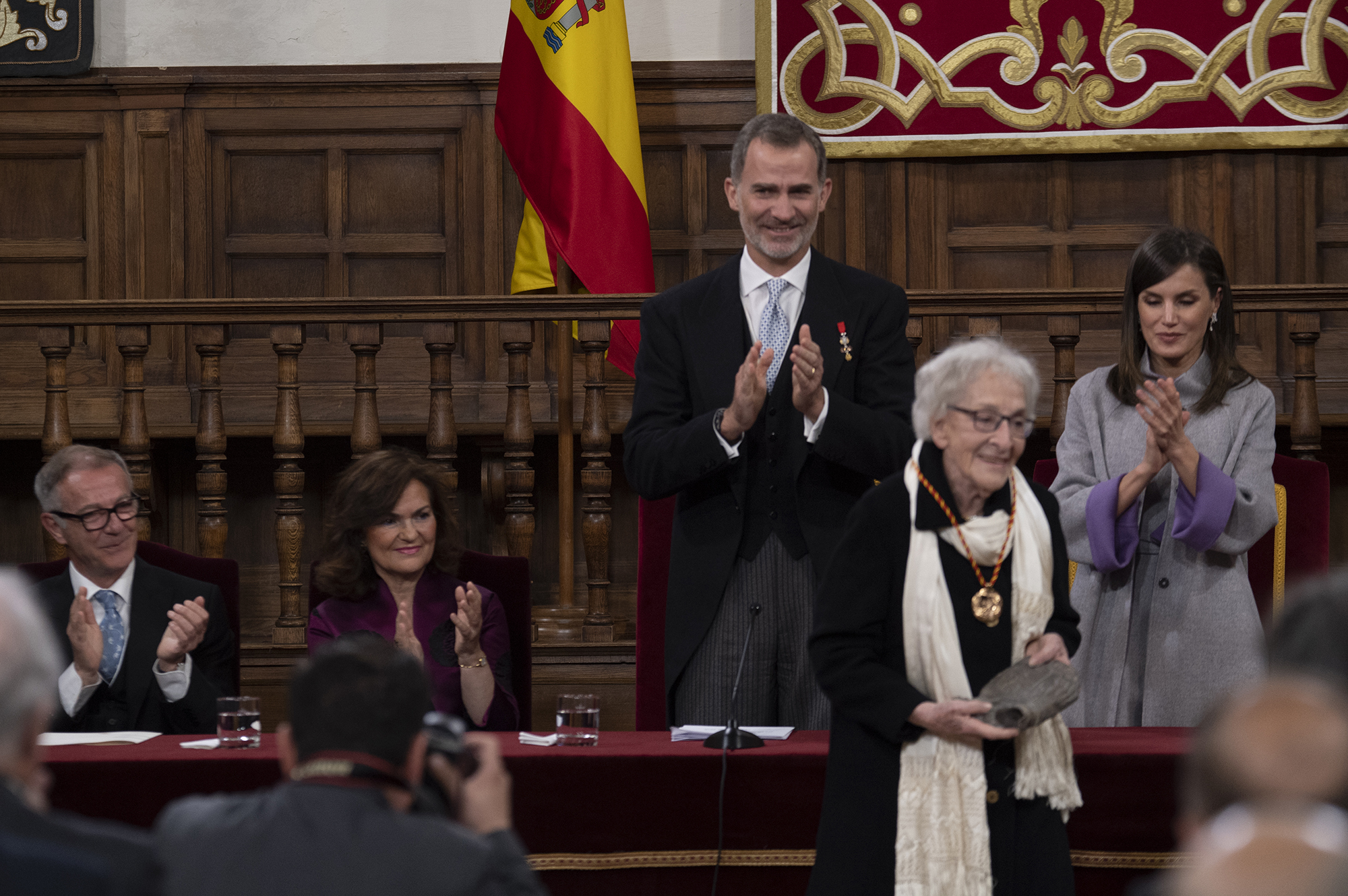
Acto de entrega del Premio Cervantes a Ida Vitale, en 2019, en el Paraninfo de la Universidad de Alcalá.

Instituido en 1976, está considerado como el galardón literario más importante en lengua castellana, pese a no ser el de mayor monto. Está destinado a distinguir la obra global de un autor en lengua castellana cuya contribución al patrimonio cultural hispánico haya sido decisiva.
Está dotado con 125.000 euros y toma su nombre de Miguel de Cervantes Saavedra, autor de la que se considera la máxima obra de la literatura castellana, Don Quijote de la Mancha.
Su primera edición tuvo lugar en el año 1976. El Premio Cervantes no puede ser dividido, declarado desierto o ser concedido a título póstumo, según las normas que se establecieron después de que en la edición de 1979 el jurado decidiera conceder el premio «ex aequo» al español Gerardo Diego y al argentino Jorge Luis Borges.
Los candidatos al Premio Miguel de Cervantes son propuestos por el pleno de la Real Academia Española, por las Academias de la Lengua de los países de habla hispana y por los ganadores en pasadas ediciones.
El jurado estuvo integrado por el director de la Real Academia Española, el director de una Academia de la Lengua de Hispanoamérica, que va cambiando cada año, el premiado en la edición anterior y seis personalidades del mundo académico, literario o universitario, hispanoamericanos, «de reconocido prestigio».
Desde la edición del año 2008, la composición del jurado sigue un nuevo modelo que supone una mayor proporción de miembros designados por entidades de carácter electivo: los dos últimos galardonados con el propio Premio Cervantes; un miembro de la Real Academia Española; un miembro de una de las Academias Iberoamericanas de la lengua española; cuatro personalidades del mundo académico, universitario y literario, de reconocido prestigio, propuestos, respectivamente, por la Conferencia de Rectores de las Universidades Españolas, la Unión de Universidades de América Latina, el director del Instituto Cervantes y el ministro de Cultura de España; dos miembros elegidos entre representantes de suplementos culturales de diarios, propuestos, respectivamente, por la Federación de Asociaciones de Periodistas de España y la Sociedad Interamericana de Prensa; y uno a propuesta de la Asociación Internacional de Hispanistas, de nacionalidad no española ni iberoamericana.
Se falla a finales de año y se entrega el 23 de abril del siguiente, coincidiendo con la fecha en que se conmemora la muerte de Miguel de Cervantes. Se celebra en la Universidad de Alcalá de Henares. El rey de España, Felipe VI, preside la entrega de este galardón en el Paraninfo de la Universidad de Alcalá. En este acto solemne, el rey, el ministro de Cultura español y el autor galardonado pronuncian sendos discursos en los que se glosan la vida y producción literaria del premiado, la obra de Cervantes y los autores clásicos de nuestra lengua, así como sobre el estado del idioma.

## Candidatos
Los candidatos al Premio Miguel de Cervantes son propuestos por el pleno de la Real Academia Española, por las Academias de la Lengua de los países de habla hispana y por los ganadores en pasadas ediciones. Cada año se presenta alrededor de una treintena de candidatos, entre los cuales solamente tienen posibilidades reales de obtener el galardón cinco o seis.[cita requerida]

## Galardonados

### Relación de galardonados
| Lista de galardonados con el Premio Cervantes |

| Año             | Autor                        | Ref.          |
| --------------- | ---------------------------- | ------------- |
| 1976            | Jorge Guillén                | [ 6 ]         |
| 1977            | Alejo Carpentier             | [ 7 ]         |
| 1978            | Dámaso Alonso                | [ 8 ]         |
| 1979 (ex aequo) | Jorge Luis Borges            | [ 9 ] [ 10 ]  |
| 1979 (ex aequo) | Gerardo Diego                | [ 11 ] [ 12 ] |
| 1980            | Juan Carlos Onetti           | [ 13 ]        |
| 1981            | Octavio Paz                  | [ 14 ]        |
| 1982            | Luis Rosales                 | [ 15 ]        |
| 1983            | Rafael Alberti               | [ 16 ]        |
| 1984            | Ernesto Sabato               | [ 17 ]        |
| 1985            | Gonzalo Torrente Ballester   | [ 18 ]        |
| 1986            | Antonio Buero Vallejo        | [ 19 ]        |
| 1987            | Carlos Fuentes               | [ 20 ]        |
| 1988            | María Zambrano               | [ 21 ]        |
| 1989            | Augusto Roa Bastos           | [ 22 ]        |
| 1990            | Adolfo Bioy Casares          | [ 23 ]        |
| 1991            | Francisco Ayala              | [ 24 ]        |
| 1992            | Dulce María Loynaz           | [ 25 ]        |
| 1993            | Miguel Delibes               | [ 26 ]        |
| 1994            | Mario Vargas Llosa           | [ 27 ]        |
| 1995            | Camilo José Cela             | [ 28 ]        |
| 1996            | José García Nieto            | [ 29 ]        |
| 1997            | Guillermo Cabrera Infante    | [ 30 ]        |
| 1998            | José Hierro                  | [ 31 ]        |
| 1999            | Jorge Edwards                | [ 32 ]        |
| 2000            | Francisco Umbral             | [ 33 ]        |
| 2001            | Álvaro Mutis                 | [ 34 ]        |
| 2002            | José Jiménez Lozano          | [ 35 ]        |
| 2003            | Gonzalo Rojas                | [ 36 ]        |
| 2004            | Rafael Sánchez Ferlosio      | [ 37 ]        |
| 2005            | Sergio Pitol                 | [ 38 ]        |
| 2006            | Antonio Gamoneda             | [ 39 ]        |
| 2007            | Juan Gelman                  | [ 40 ]        |
| 2008            | Juan Marsé                   | [ 41 ] [ 42 ] |
| 2009            | José Emilio Pacheco          | [ 43 ] [ 44 ] |
| 2010            | Ana María Matute             | [ 45 ]        |
| 2011            | Nicanor Parra                | [ 46 ]        |
| 2012            | José Manuel Caballero Bonald | [ 47 ]        |
| 2013            | Elena Poniatowska            | [ 48 ]        |
| 2014            | Juan Goytisolo               | [ 49 ]        |
| 2015            | Fernando del Paso            | [ 50 ] [ 51 ] |
| 2016            | Eduardo Mendoza              | [ 52 ]        |
| 2017            | Sergio Ramírez               | [ 53 ]        |
| 2018            | Ida Vitale                   | [ 54 ]        |
| 2019            | Joan Margarit                |               |
| 2020            | Francisco Brines             |               |
| 2021            | Cristina Peri Rossi          |               |
| 2022            | Rafael Cadenas               | [ 55 ]        |
| 2023            | Luis Mateo Díez              | [ 56 ]        |
| 2024            | Álvaro Pombo                 | [ 57 ]        |

### Origen de los galardonados

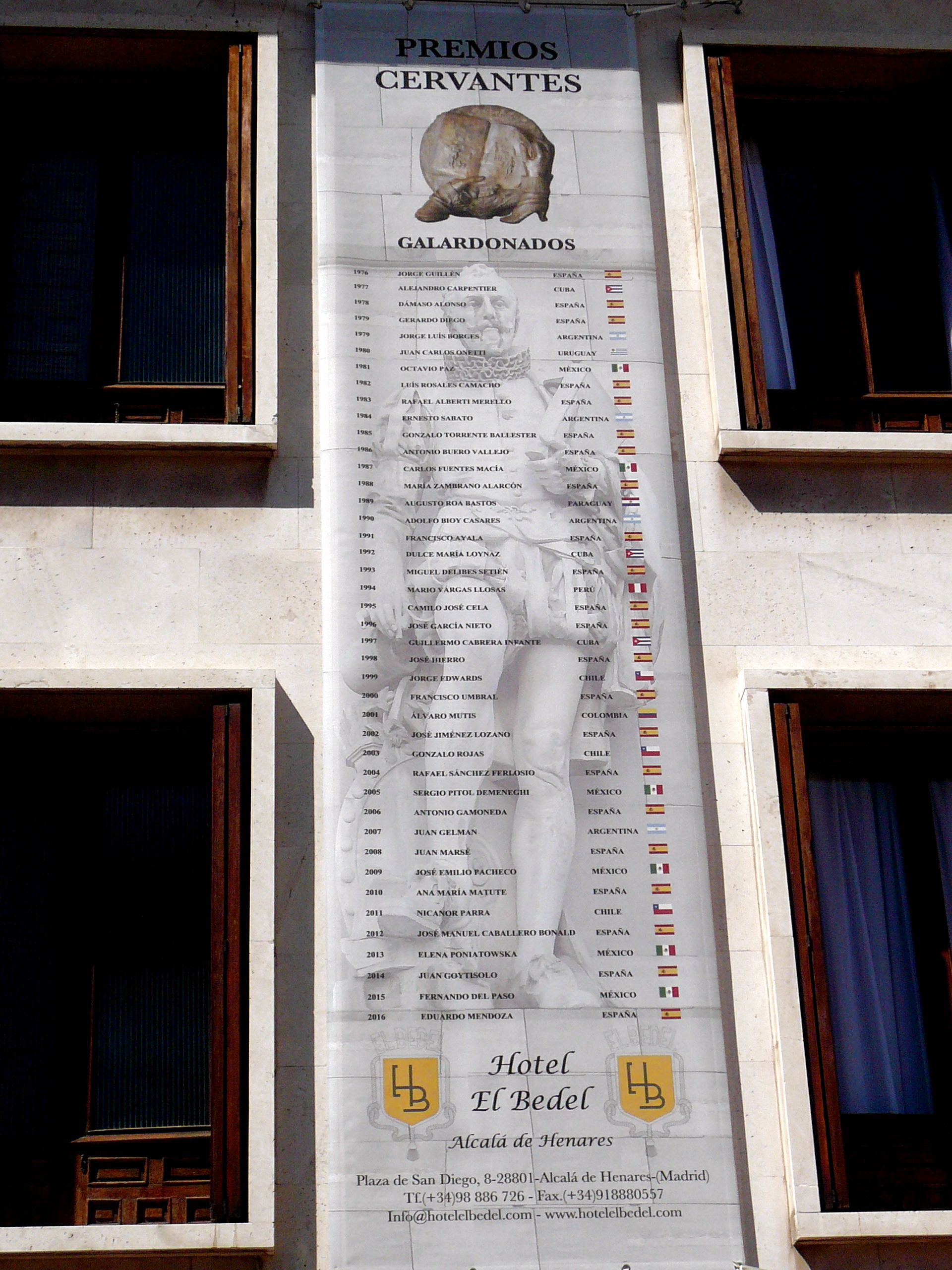
Cartel publicitario en el que se pueden apreciar los ganadores del Premio Cervantes entre 1976 y 2016.

Con anterioridad existía una norma no escrita, costumbre o tendencia, de alternar los galardones entre literatos de nacionalidad española y americana. Aunque han existido excepciones al ser galardonados durante dos años consecutivos escritores españoles o escritores americanos, casi nunca se ha dado esta circunstancia durante tres años consecutivos (por ejemplo, entre 1979 y 1981); y en el cómputo total hasta 2022, la mitad de los galardones han sido para escritores españoles. La otra mitad ha sido repartida entre escritores de diez países hispanoamericanos: México, Argentina, Cuba, Uruguay, Colombia, Nicaragua, Paraguay, Chile, Perú y Venezuela. El escritor mexicano Carlos Fuentes, hijo de un diplomático, nació en Panamá, si bien siempre ha tenido la nacionalidad mexicana; al igual que Elena Poniatowska, nacida en París.
|    | País      | Galardones |
| -- | --------- | ---------- |
| 1  | España    | 26         |
| 2  | México    | 6          |
| 3  | Argentina | 4          |
| 4  | Chile     | 3          |
| 5  | Cuba      | 3          |
| 6  | Uruguay   | 3          |
| 7  | Colombia  | 1          |
| 8  | Nicaragua | 1          |
| 9  | Paraguay  | 1          |
| 10 | Perú      | 1          |
| 11 | Venezuela | 1          |
|    | Total     | 50         |

## Reconocimiento y críticas
El Premio Miguel de Cervantes goza de un enorme prestigio y se suele equiparar al Premio Nobel de Literatura en el ámbito de la lengua española, suponiendo en muchos casos la consagración definitiva de los autores galardonados, sobre todo a nivel popular. Todos los galardonados han gozado en general del reconocimiento de la crítica literaria y académica, siendo muchos de ellos considerados como "imprescindibles" de la literatura en español.
No obstante, como cualquier otro reconocimiento que se otorga atendiendo a criterios subjetivos, no ha estado exento de críticas y polémicas a lo largo del tiempo.
Las críticas más frecuentes hacen referencia a las omisiones, reivindicando que un determinado escritor debería haber recibido el premio. En algunos casos se han subsanado al concedérselo al cabo de los años. Pero la prohibición de concederlo a título póstumo ha excluido definitivamente del palmarés a varios autores ya fallecidos, siendo el caso más criticado el del premio nobel colombiano Gabriel García Márquez (1927-2014), aunque fue el propio autor quien declaró tras ganar el premio Nobel de Literatura en 1982 que no aceptaría ningún otro reconocimiento ni galardón más. También se reivindica la presencia de autores como el venezolano Arturo Uslar Pietri (1906-2001), el colombiano Eduardo Carranza (1913-1985), el argentino Julio Cortázar (1914-1984), los mexicanos Juan Rulfo (1918-1986) y Salvador Elizondo (1932-2006), el uruguayo Mario Benedetti (1920-2009), el guatemalteco Augusto Monterroso (1921-2003), o el chileno José Donoso (1924-1996). Entre los españoles se suele mencionar al premio nobel Vicente Aleixandre (1898-1984), Ramón J. Sender (1902-1982), Miguel Mihura (1905-1977), Blas de Otero (1916-1979), Gloria Fuertes (1917-1998), José Luis Sampedro (1917-2013), Francisco García Pavón (1919-1989), Carmen Laforet (1921-2004), Carlos Bousoño (1923-2015), Carmen Martín Gaite (1925-2000), Jaime Gil de Biedma (1929-1990), José Ángel Valente (1929-2000), o Manuel Vázquez Montalbán (1939-2003).
En cuanto a los premiados, la primera polémica surgió en 1979 al ser galardonados ex aequo Jorge Luis Borges y Gerardo Diego, puesto que sin cuestionar los méritos de ambos "gigantes" de la literatura hispánica, se criticó mucho la concesión simultánea. A partir de ese momento se modificó el reglamento del Premio, imponiendo que su concesión deberá ser individual.
Posteriormente, aunque sus méritos literarios eran incuestionables,[cita requerida] algunos sectores cuestionaron los galardones concedidos a los cubanos disidentes Dulce María Loynaz en 1992 y Guillermo Cabrera Infante en 1997, alegando que se habían otorgado con el fin de alentar la oposición al régimen cubano castrista.
También Camilo José Cela, que había sido finalista del Premio sin obtenerlo en 1983, 1984, 1987 y 1988, cuestionó la politización de la concesión, máxime cuando se le concedió el Premio Nobel de Literatura, dando lugar a una gran polémica y llegando a descalificar el Premio Cervantes afirmando que "está lo suficientemente desprestigiado y cubierto de mierda para que a mí me preocupe". A raíz de ello, se modificó el reglamento excluyendo al Ministerio de Cultura español del jurado. Finalmente, a Cela le fue concedido el galardón siete años después, en 1995, y en los años sucesivos se integró en el jurado, adquiriendo una enorme influencia en sus decisiones finales.
En 2000 se cuestionó la concesión del Premio a Francisco Umbral, en parte por sus ideas políticas conservadoras [cita requerida] y en parte porque se afirmaba que Camilo José Cela había presionado al jurado en su favor y en detrimento de Carlos Bousoño. También se arguyeron injerencias políticas en la concesión en 2002 a José Jiménez Lozano al que se calificaba como "poeta de cabecera" del entonces presidente del gobierno español José María Aznar, y lo mismo se dijo en 2006 de Antonio Gamoneda, tildándolo igualmente de "poeta de cabecera" del siguiente presidente José Luis Rodríguez Zapatero.
Permanente fue la polémica respecto a la posible concesión del galardón a Gabriel García Márquez, desde que recibió el Premio Nobel en 1982 hasta su fallecimiento en 2014. El jurado siempre fue reacio a concedérselo, para evitar el descrédito del Premio ante la posibilidad de que el autor colombiano lo rechazara, si bien muchas voces afirmaban que se le debía conceder, con independencia de que luego lo aceptara o lo rechazara. Se afirmó asimismo que la concesión del galardón de 2001 al también colombiano Álvaro Mutis fue una compensación a la literatura colombiana al no haber sido concedido nunca a García Márquez.
Además del frecuente cuestionamiento de la concesión por motivos políticos, acusación que parece haber ido decayendo en la última década, existen otras críticas genéricas hacia el Premio lanzadas por distintos sectores, pero que no suelen representar opiniones generalizadas en los medios literarios y académicos. También se ha criticado la elección del jurado, compuesto mayormente por puestos institucionales que no siempre son expertos en literatura.
La edad promedio de los ganadores es otra crítica realizada por la comunidad artística. El editor Manuel Borrás, fundador de la editorial valenciana Pre-Textos, dijo que Francisco Brines, ganador en 2020, "se merece el Cervantes desde que publicó El otoño de las rosas" y que era "cruel que se distinga con el máximo galardón a autores que están en la recta final de su vida".Un año antes, la poeta uruguaya Ida Vitale, ganadora con 95 años, calificó al premio Cervantes como "un premio a la ancianidad".La media de edad del Premio Cervantes es de 80,86 años siendo los escritores galardonados más jóvenes el peruano Mario Vargas Llosa (58 años, 1994) y el mexicano Carlos Fuentes (59 años, 1987), aunque en su momento, los españoles Antonio Muñoz Molina (34), Luis Landero (42), Fernando Savater (48) y Manuel Vázquez Montalbán (56) sonaron extraoficialmente como nominados en 1990 (los dos primeros) y 1995 (los dos últimos).